# Тавликаєвська сільська рада
Тавлика́євська сільська рада (рос. Тавлыкаевский сельский совет) — муніципальне утворення у складі Баймацького району Башкортостану, Росія. Адміністративний центр — село Верхньотавликаєво.

## Населення
Населення — 1774 особи (2019, 1838 в 2010, 1960 в 2002).

## Склад
До складу поселення входять такі населені пункти:
| Населений пункт            | Населення, осіб (2002) | Населення, осіб (2010) |
| -------------------------- | ---------------------- | ---------------------- |
| Буранбаєво, присілок       | 424                    | 417                    |
| Верхньотавликаєво, село    | 677                    | 616                    |
| Нижньотавликаєво, присілок | 281                    | 232                    |
| Чингізово, присілок        | 578                    | 573                    |